# Proyección (matemáticas)

La conmutatividad de este diagrama es la universalidad de la proyección π, para cualquier mapeo f y conjunto X

En general, una proyección en matemáticas es una aplicación sobre un conjunto (o una estructura matemática) que es idempotente, es decir, que la proyección es igual a la composición consigo misma. Una proyección puede referirse también a una aplicación que tenga inversa a la izquierda, quedando ambas nociones fuertemente relacionadas como sigue:
Sea p una aplicación idempotente de un conjunto E sobre sí mismo (es decir, p∘p = p) y sea F=pp(E) la imagen de p. Denotando por π a la aplicación p como una aplicación desde E en F y por i la función inyectiva asociada de F en E, entonces se tiene que i∘π = IdF. Por otro lado, i∘π = IdF implica que  π∘i es idempotente.
-La noción de proyección aparece originalmente en el contexto de la geometría euclidiana para denotar la proyección del espacio euclidiano de dimensión 3 sobre un plano contenido en él. Las dos principales proyecciones de este tipo son:
- La proyección de un punto en un plano o proyección central: Si C es el punto denominado centro de la proyección, la proyección de un punto P distinto de C es la intersección de la línea CP con el plano. Si los puntos P son tales que la línea CP es paralela al plano, entonces no existe imagen bajo la proyección.
- La proyección en un plano paralelo a la dirección D: La imagen de un punto P es la intersección con el plano de la línea paralela a D que pasa por P.

Varias otras proyecciones, denominadas sistemas de proyección se definieron por las necesidades de la cartografía, mientras que varias proyecciones tridimensionales están en el centro de la teoría de la perspectiva.
La necesidad de unificar ambos tipos de proyecciones y definir la imagen bajo una proyección central de cualquier punto distinto del centro de proyección da origen a la geometría proyectiva.
La noción original de proyección se ha extendido o generalizado a varios contextos matemáticos, que con frecuencia tienen alguna relación con la geometría. A continuación se proporcionan algunos ejemplos:
- En teoría de conjuntos:
  - Cualquier operación caracterizada por el j-eximo mapeo de proyección, escrito troyj&Mbps;, que toma una elemento  x = (x1,..., xj&Mbps;,..., xk) del producto cartesiano X1 × … × Xj × … × Xk al valor proyj (x) = xj .  Este mapeo siempre es suprayectivo.
  - Un mapeo que toma un elemento a su clase de equivalencia bajo cualquier relación de equivalencia se conoce como una proyección canónica.
  - El mapeo de evaluación envía una función f al valor f(c) para cualquier valor fijo c. El espacio de funciones YX se puede identificar con el producto cartesiano {\displaystyle \prod _{i\in X}Y_{i}}, y el mapeo evaluación es un mapeo de proyección desde el producto cartesiano.
- En teoría de categorías, el concepto mencionado de producto cartesiano de productos se generaliza a categorías arbitrarias. El producto de ciertos objetos tiene un morfismo canónico de proyección en cada factor. Esta proyección puede tener formas diversas en categorías diferentes: la proyección del producto cartesiano de conjuntos, de la topología producto de espacios topológicos (que es siempre un mapeo abierto suprayectivo), o del producto directo de grupos, etc. Aunque estos morfismos son por lo regular epimorfismos, esto no tiene porqué ser necesariamente así.
- En álgebra lineal, una transformación lineal que permanece invariante al ser aplicada dos veces (p(u) = p(p(u))), es decir, un operador idempotente. Por ejemplo, el mapeo que lleva un punto (x, y, z) al punto  (x, y, 0) en el plano es una proyección. Este tipo de proyección se generaliza de forma natural a un número arbitrario de dimensiones, tanto para el dominio como para el contradominio. En el caso de proyecciones ortogonales, el espacio admite una descomposición como producto y el operador de proyección corresponde a una proyección en ese otro contexto.
- En topología, un retracto es un mapeo continuo r: X → X que se restringe a la identidad en su imagen. Esto satisface una condición de idempotencia r2 = r y puede considerarse una generalización del mapeo de proyección. Un retracto que es homotópico a la identidad se denomina retracto de deformación. El término también se usa en teoría de categorías para referirse a cualquier epimorfismo que se separa.

- Datos: Q13415428